# La Villeneuve (Saône-et-Loire)
Pour les articles homonymes, voir La Villeneuve.
La Villeneuve est une ancienne commune française, située dans le département de Saône-et-Loire en région Bourgogne-Franche-Comté, devenue le 1er janvier 2015 commune déléguée de la commune nouvelle de Clux-Villeneuve.

## Histoire
Le 1er janvier 2015, elle fusionne avec la commune de Clux, sous le régime juridique des communes nouvelles instauré par la loi no 2010-1563 du 16 décembre 2010 de réforme des collectivités territoriales pour créer la commune nouvelle de Clux-Villeneuve.

## Politique et administration

### Administration municipale
| Période                                  | Période                      | Identité               | Étiquette | Qualité |
| ---------------------------------------- | ---------------------------- | ---------------------- | --------- | ------- |
| (maire en 1981)                          |                              | Albert Cornot          |           |         |
| mars 2001                                | 31 décembre 2010 (démission) | Thierry Couzon         |           |         |
| 18 février 2011                          | 31 décembre 2014             | Marie-Françoise Couzon |           |         |
| Les données manquantes sont à compléter. |                              |                        |           |         |

## Population et société

### Démographie
L'évolution du nombre d'habitants est connue à travers les recensements de la population effectués dans la commune depuis 1793. À partir du 1er janvier 2009, les populations légales des communes sont publiées annuellement dans le cadre d'un recensement qui repose désormais sur une collecte d'information annuelle, concernant successivement tous les territoires communaux au cours d'une période de cinq ans. 
Pour les communes de moins de 10 000 habitants, une enquête de recensement portant sur toute la population est réalisée tous les cinq ans, les populations légales des années intermédiaires étant quant à elles estimées par interpolation ou extrapolation. Pour la commune, le premier recensement exhaustif entrant dans le cadre du nouveau dispositif a été réalisé en 2004,.
En 2014, la commune comptait 222 habitants, en évolution de +0,45 % par rapport à 2009 (Saône-et-Loire : +0,19 %, France hors Mayotte : +2,49 %).
| 1793 | 1800 | 1806 | 1821 | 1831 | 1836 | 1841 | 1846 | 1851 |
| ---- | ---- | ---- | ---- | ---- | ---- | ---- | ---- | ---- |
| 274  | 292  | 304  | 283  | 296  | 348  | 352  | 370  | 354  |

| 1856 | 1861 | 1866 | 1872 | 1876 | 1881 | 1886 | 1891 | 1896 |
| ---- | ---- | ---- | ---- | ---- | ---- | ---- | ---- | ---- |
| 360  | 345  | 369  | 374  | 351  | 335  | 373  | 359  | 362  |

| 1901 | 1906 | 1911 | 1921 | 1926 | 1931 | 1936 | 1946 | 1954 |
| ---- | ---- | ---- | ---- | ---- | ---- | ---- | ---- | ---- |
| 335  | 316  | 293  | 288  | 279  | 282  | 295  | 242  | 213  |

| 1962 | 1968 | 1975 | 1982 | 1990 | 1999 | 2004 | 2009 | 2014 |
| ---- | ---- | ---- | ---- | ---- | ---- | ---- | ---- | ---- |
| 215  | 211  | 209  | 210  | 199  | 204  | 213  | 221  | 222  |

## Culture locale et patrimoine

### Lieux et monuments
- Eglise Saint-Denis, reconstruite au XVIIe siècle.

### Personnalités liées à la commune
- Frère Rolland-Germain en religion, Louis Roland de son nom civil, est né le 25 octobre 1881 à La Villeneuve. Arrivé à Montréal le 25 juillet 1905, grand ami du Frère Marie-Victorin (1885-1944), il est botaniste au Québec et meurt le 3 septembre 1972 à Laval (Sainte-Dorothée)[8],[9].
- Christophe Cracra Loisy, né pizzaiolo et désormais cheminot dans le Jura rural. Connut également pour son frère Raphaél Mexes Loisy, qui perpétue le savoir faire culinaire et ambulant familial, à travers les cantons et circonscriptions du pays Seurrois et Bressan.

## Culte
La Villeneuve appartient à la paroisse Saint-Jean-Baptiste-des-Trois-Rivières, qui relève du diocèse d'Autun et a son siège à Verdun-sur-le-Doubs.

## Pour approfondir